# Unowhy
UNOWHY (/juː nəʊ waɪ/) est une société française d'informatique spécialisée dans le numérique éducatif. Fondée en 2007 par Jean-Yves Hepp, la société a d'abord développé QOOQ, la première tablette tactile dédiée à la cuisine. 
Depuis, UNOWHY s’est diversifiée et s’est imposée comme un acteur de l’e-éducation grâce à sa solution phare : SQOOL.
La société a également lancé SQOOL Académie en 2022, 1ère école de formation innovante pour former les enseignants au numérique. En parallèle, SQOOL TV, une chaîne éducative dédiée au numérique, a été lancée en janvier 2022, offrant des contenus pour sensibiliser et former le public aux enjeux de l'éducation numérique.

## Historique
UNOWHY a débuté avec le lancement de la tablette QOOQ en 2009, qui offrait une expérience numérique innovante pour les amateurs de cuisine. En 2014, dans le cadre du projet baptisé TED (tablettes pour une éducation digitale), lancé par le Conseil général de Saône-et-Loire, UNOWHY introduit la tablette SQOOL, cette fois destinée à l’éducation. Cette tablette a évolué pour devenir une solution complète, intégrant des dispositifs matériels, des logiciels pédagogiques et des programmes de formation dédiés.

## Dates clés
- 2007 : création de la société (18 juin 2007)
- 2009 : création de QOOQ, tablette tactile culinaire
- 2012 : lancement de TED (Tablette pour Éducation Digitale)
- 2015 : lancement de SQOOL, tablettes assemblées en France à destination des élèves
- 2019 : UNOWHY remporte un appel d'offres pour équiper les lycéens et enseignants de la région Île-de-France
- 2022 : lancement de la SQOOL Académie
- 2022 : lancement de SQOOL TV[4]
- 2024 : lancement de SQOOL EXTEND[5]